# Janvier 2005 en France

## Chronologie

### Samedi1erjanvier 2005
Politique
- Le ministère de l'intérieur durcit les conditions pour héberger un étranger en visite[1].
- Les parents ont désormais le droit de nommer leurs enfants du nom du père, de la mère ou d'accoler les deux noms.
- Entrée en vigueur de la réforme du divorce, modifiant en profondeur les quatre modes de divorce hérités de la Loi Carbonnier de 1975. Allègement des procédures et tentative d'apaisement de la situation sont le fil conducteur de ces aménagements de la loi.
- Publication des chiffres de la délinquance qui enregistrent une baisse globale de 4,2 % sur l'année 2004.

Économie
- Les réseaux téléphoniques furent très sollicités lors de la toute première heure de cette journée. On estime ainsi qu'en une heure, il s'est envoyé plus de texto qu'au cours d'une journée complète moyenne.
- Essilor remplace Sodexho Alliance dans le CAC 40

### Dimanche2 janvier 2005
Économie
- Publication du nombre de voitures neuves vendues en France en 2004 : on passe finalement au-dessus du seuil des 2 millions après un second semestre nettement plus dynamique que le poussif premier semestre 2004.
- Canal+ annonce avoir déjà enregistré 100 000 nouveaux abonnés à la suite de l'achat en exclusivité des droits du championnat de France de football pour la période juillet 2005 - juin 2008.

Sport
- Victoire de Colin McRae sur une Nissan dans la 3e étape du Dakar 2005. L'Écossais prend la tête du classement général autos. Chez les motards, David Frétigné réalise également doublé en enlevant la 3e étape et en occupant la première place du classement général.
- 15e journée du championnat de basket-ball. Le Mans s'impose facilement 90-79 face au Havre et conserve sa position de leader au classement général.
- Loïc Amisse est démis de ses fonctions d'entraîneur du FC Nantes. Serge Le Dizet prend le relais dès le lendemain.

### Lundi3 janvier 2005
Politique
- Jacques Chirac et Jean-Pierre Raffarin ont affiché leur volonté de faire progresser le revenu des Français pour soutenir la croissance. Pourtant, l'Insee ne prévoit qu'une augmentation modérée au premier semestre (+ 0,5 %). Le gouvernement table lui sur 2,2 % pour l'année[2].
- Grève nationale des pédiatres pour protester contre la rémunération de la profession. Ils demandent le paiement des astreintes et réclament notamment une augmentation de 4 euros de leurs honoraires de base.
- Google révèle que la France est le pays le plus souvent tapé sur son moteur de recherche au niveau mondial devant la Chine, l'Inde, l'Irak et l'Iran.

Affaires
- Ouverture au Tribunal Correctionnel de Paris du procès des « lieutenants » de Ben Laden, le franco-algérien Djamel Beghal au premier chef.

Régions
- La Poste édite un timbre panoramique illustré par une vue du flambant neuf Viaduc de Millau à la valeur faciale de 0,50 euro.

### Mardi4 janvier 2005
Politique
- Discours du président Jacques Chirac annonçant notamment une hausse de 5 % du SMIC en 2005 et un projet de loi pour parvenir à l'égalité salariale homme-femme.
- Mohammed Al-Joundi, l'accompagnateur syrien des deux ex-otages français en Irak, Christian Chesnot et Georges Malbrunot, porte plainte devant le tribunal de grande instance de Paris contre l'armée américaine « pour mauvais traitements, tortures et menaces ». Il a chargé l'avocat Jacques Vergès de défendre ses intérêts.
- Un lycéen de Montreuil (Seine-Saint-Denis) est définitivement renvoyé de son établissement scolaire en raison de propos antisémites tenus à l'occasion d'un voyage scolaire au camp d'Auschwitz fin novembre 2004.

Affaires
- Sida : la cour d'appel de Colmar a confirmé la condamnation à six mois de prison prononcé par le tribunal correctionnel de Strasbourg contre un homme mis en examen pour « administration de substances nuisibles ayant porté atteinte à l’intégrité physique ou psychique d’autrui, ayant entraîné une infirmité permanente ». Connaissant sa séropositivité, il avait pourtant eu des relations sexuelles non protégées avec quatre femmes. Cette condamnation suscite des débats au sein des associations sur la politique de prévention à mener[3]

### Mercredi5 janvier 2005
Politique
- Corse : trois attentats ont visé, ces derniers mois, des locaux de l'Éducation nationale. Ils n'ont pas fait de victimes. Le ministre de l'Éducation, François Fillon, estime « qu'au travers de l'école, c'est la République qui est mise en cause. »[4],[5].
- Saint-Gobain : Jean-Louis Beffa, le président de Saint Gobain, souhaite que la future agence de l'innovation industrielle (AII) soit créée dans moins de quatre mois et dotée par l'État d'un milliard d'euros par an. Jacques Chirac n'avait évoqué, mardi, qu'une enveloppe de deux milliards sur trois ans[6].

Affaires
- Djamel Beghal, jugé à Paris avec cinq autres militants islamistes présumés pour avoir préparé en 2001 un attentat contre l'ambassade des États-Unis en France, est revenu sur ses déclarations passées et a nié avoir connu l'adjoint d'Oussama ben Laden, Abou Zoubeïda[7].
- Riom : ouverture du procès en appel de l'artiste peintre et photographe néerlandaise Kiki Lamers, condamnée en première instance à huit mois de prison en août 2004 pour des photographies d'enfants jugées obscènes[8].

### Jeudi6 janvier 2005
Politique
- Les contrôles d'identité opérés jeudi 6 janvier par les forces de police autour des établissements scolaires sensibles ont soulevé une polémique sur la pertinence et la légalité de ce type d'action, censée contribuer à la lutte contre les violences scolaires[9]
- En demandant solennellement au gouvernement de présenter « sans tarder » un projet de loi sur l'égalité des rémunérations dans les entreprises, le président de la République a vigoureusement relancé, mardi 4 janvier, le débat plus général sur les discriminations dont continuent à souffrir les femmes, notamment dans leur vie professionnelle[10]
- L'Assemblée nationale, la mairie de Paris et plusieurs ponts sont illuminés des couleurs olympiques en l'honneur de la candidature française aux Jeux olympiques d'été de 2012 : Paris 2012.

### Vendredi7 janvier 2005
Politique
- Le quotidien Libération s'inquiète du sort de Florence Aubenas et de son guide-interprète irakien. Le président de la République a indiqué, vendredi, que « les autorités françaises déconseillaient formellement l'envoi de journalistes » dans ce pays. Les deux journalistes ex-otages d'Irak, Christian Chesnot et Georges Malbrunot, s'interrogent, eux, sur les modalités de l'exercice du journalisme en Irak dans le contexte actuel[11].
- Début de l'opération Pièces jaunes organisée par la fondation des Hôpitaux.
- Vœux du président Jacques Chirac à la presse ; il conseille de ne pas se rendre en Irak.
- Selon le ministre délégué au budget, Jean-François Copé, « les baisses d'impôts ne peuvent pas être financées par plus de déficit ». Bruxelles confirme sa vigilance sur les finances françaises[12]

Culture
- Mort de l'auteur Pierre Daninos à 91 ans. Ses fameux Carnets du Major Thompson (1954) lui avait donné un lectorat mondial.

### Samedi8 janvier 2005
Politique
- Nicolas Sarkozy réaffirme son « oui » à la Constitution européenne et son « non » à l'entrée de la Turquie dans l'Union européenne.
- La rédaction de Libération a accueilli avec la plus grande prudence samedi des informations sur Florence Aubenas selon lesquelles la journaliste et son interprète, Hussein Al-Saadi, seraient « en bonne santé » quelque part en Irak[13].
- Le syndicat de médecins généralistes MG-France a une nouvelle fois dénoncé samedi la convention médicale entre l'assurance-maladie et les syndicats médicaux, estimant que l'écart de revenus entre généralistes libéraux et spécialistes libéraux « s'est encore accru » en 2004[14],[15]

Économie
- Dix-sept ans après avoir lancé le couturier Christian Lacroix, Bernard Arnault a décidé de s'en séparer. Le PDG du numéro un mondial du luxe n'est pas parvenu à en faire « le nouvel Yves Saint-Laurent » annoncé, ni à transformer sa maison en une griffe de mode rentable, à l'instar de Louis Vuitton ou Dior[16]

### Dimanche9 janvier 2005
Divers
- Le Journal du Dimanche publie son classement annuel des Français préférés des Français : 1er Zinédine Zidane, 2e Michel Sardou, 3e Francis Cabrel. Sœur Emmanuelle, première femme, est sixième. Abonné longtemps à la première place, l'abbé Pierre est depuis quelques années déjà, à sa demande, hors concours.
- Décès de Jacqueline Joubert à l'âge de 83 ans. Elle était l'épouse du journaliste et aventurier Georges de Caunes et la mère d'Antoine de Caunes.

### Lundi10 janvier 2005
Politique
- Le président de la République, Jacques Chirac, a assuré Mahmoud Abbas du « soutien » de la France et de l'Union européenne pour parvenir à « une solution pacifique au conflit du Proche-Orient ».
- Thierry Breton, président de France Télécom, annonce une baisse des communications et une hausse de l'abonnement, relançant la guerre des prix dans la téléphonie.
- Jean-Pierre Raffarin estime avoir pour 2005 plus de marges de manœuvre pour faire des réformes. En outre, le Premier ministre a appelé les Français à dire « oui » à la Constitution européenne. Pour le référendum, il jouera son rôle, « ni plus, ni moins » que les autres chefs de gouvernement[17]
- Avec 5 217 tués sur les routes en 2004, le nombre de morts dans des accidents de la circulation enregistre une baisse importante de 9 %, mais le gouvernement n'a toutefois pas atteint l'objectif de passer sous la barre des 5 000[18]

Affaires
- Affaire Erika : le parquet général de Paris s'est déclaré favorable lundi à une nouvelle expertise dans l'enquête sur le naufrage du pétrolier Erika, une mesure qui retarderait de plusieurs années la tenue d'un procès[19]
- Soupçonné d'avoir préparé des attaques contre des intérêts américains en France à la demande d'Al-Qaida, Djamel Beghal comparaît avec cinq autres hommes devant le tribunal correctionnel de Paris depuis une semaine. Il a détaillé les tortures que lui auraient infligées des inspecteurs des Émirats arabes unis, à la suite desquelles il aurait avoué[20]

Culture
- Mort d'une leucémie de l'humoriste Georges Bernier alias « le professeur Choron » à l'âge de 75 ans, fondateur du magazine Hara-Kiri devenu après sa censure en 1969 Charlie Hebdo[21]
- L'émission de télévision « Des chiffres et des lettres » fête ses 40 ans.

### Mardi11 janvier 2005
Politique
- Réunion de quatre grandes organisations syndicales (CGT, CFDT, FO et CFTC) contre la proposition de loi visant à assouplir les 35 heures de travail hebdomadaire.

### Mercredi12 janvier 2005
Politique
- Dérapage de Jean-Marie Le Pen : « l'occupation allemande n'a pas été particulièrement inhumaine en France » et de poursuivre « sur le drame d'Oradour-sur-Glane, il y aurait beaucoup à dire ». Très vives protestations face à ces propos clairement négationnistes.
- Le tribunal de grande instance de Versailles a condamné la société américaine GEMS (General Electric Medical Service) à rétablir immédiatement l'usage du français dans son établissement de Buc (Yvelines). Ce jugement, intervenu à la suite d'une plainte des syndicats CGT et CFDT sur la base du code du travail et de la loi Toubon, constitue une première. C'est en effet la première fois en France que le personnel d'une entreprise soumise au diktat de l'anglais ose se plaindre.
- Le ministre de la justice, Dominique Perben, a demandé l'ouverture d'une enquête préliminaire concernant les propos de Jean-Marie Le Pen, qui a déclaré au journal d'extrême droite Rivarol, que selon lui, « en France du moins, l'occupation allemande n'a pas été particulièrement inhumaine, même s'il y eut des bavures, inévitables dans un pays de 550 000 kilomètres carrés ». Il a également présenté la Gestapo comme une police de protection du peuple.
- Arrivée à Paris du président d'Irak par intérim, Ghazi Al-Yaouar.

Économie
- Début officiel des soldes d'hiver en France.

### Jeudi13 janvier 2005
Politique
- Le président Jacques Chirac reçoit le président d'Irak par intérim, Ghazi Al-Yaouar.
- Présentation des vœux de Nicolas Sarkozy à la presse. 88 minutes de discours, intégralement retransmis en direct par la chaîne d'information LCI.

Affaires
- Perquisition à Paris dans les locaux de l'hebdomadaire Le Point et du quotidien sportif L'Équipe sur les fuites de l'affaire Cofidis.

### Samedi15 janvier 2005
Politique
- Des milliers de manifestants défilent à Paris pour fêter les 30 ans, le 17 janvier, de la loi autorisant l'Interruption volontaire de grossesse (IVG) en France, c'est aussi une contre manifestation a la manifestation anti-IVG prévue le 23 janvier, la préfecture ayant refusé que les deux manifestations se passent le même jour, elle permet aussi de mettre en lumière la difficulté croissante pour les femmes à avoir accès à l'IVG en raison selon les manifestants de la clause de conscience et du démantèlement du service public de santé.

Économie
- PMU : Mise en place de la nouvelle formule du Quinté + qui passe à deux euros.
- Dernière journée d'exploitation avant travaux pour l'attraction vedette du parc Parc Disneyland, le « Space Mountain ».

### Dimanche16 janvier 2005
Politique
- Yann Wehrling est élu secrétaire national des Verts.

Régions
- Cotentin : Cherbourg-Octeville voit partir la principale compagnie de son port, P&O ferries, qui assurait des liaisons vers Rosslare, Dublin et Portsmouth.
- Savoie : Inauguration du plus grand téléphérique du monde dans la Vanoise. 1 830 mètres de trajet pour relier Les Arcs et La Plagne. Débit horaire : 2 000 passagers.

### Lundi17 janvier 2005
Politique
- Trentième anniversaire de la publication au journal officiel de la loi sur l'IVG, dite Loi Veil.

### Mardi18 janvier 2005
Politique
- Grève nationale de La Poste tandis que l'Assemblée nationale débat sur la future loi concernant ce service public.
- Lancement au ministère des Affaires étrangères de l'année du Brésil en France, Brésil, Brésils.

Économie
- À Blagnac, près de Toulouse (France), première présentation publique de l'Airbus A380, le plus gros avion civil jamais construit, en présence de 5 000 invités. L'Airbus A380 est capable d'accueillir 555 passagers sur plus de 15 000 km.

### Mercredi19 janvier 2005
Politique
- - Grève générale impliquant notamment la SNCF, EDF-GDF, les chirurgiens hospitaliers et les magistrats.
  - Création du Service historique de la Défense ayant la charge de regrouper l'ensemble des archives militaires (armée de terre, de l'air, de la marine, de la gendarmerie et de l'armement), soit 590 kilomètres de rayonnage.

### Jeudi20 janvier 2005
Politique
- Grève générale des fonctionnaires, des enseignants et des urgentistes.
- Sortie en librairie du pamphlet Au secours, Lionel revient ! signé « M. X » aux éditions Privé.
- Sortie en librairie du livre de Dominique Baudis, Face à la calomnie chez XO éditions.

### Samedi22 janvier 2005
- Grève générale des médecins généralistes
- Salon internationale des métiers de bouche à Lyon avec présentation de la « baguette minceur ».
- François Bayrou est réélu président de l'UDF avec 98,46 % des voix.

### Dimanche23 janvier 2005
Culture
- Dernière de l'émission de télévision Finale des dicos d'or qui proposait une dictée signée Bernard Pivot. Il y aura toutefois une finale des finales à l'automne prochain.

Sport
- Sébastien Loeb remporte le Rallye automobile Monte-Carlo pour la troisième fois consécutive.

### Lundi24 janvier 2005
Politique
- Agitation dans la profession des dentistes à propos de la CMU. Le système mis en place les contraint à travailler à perte. Par leur serment d'Hippocrate, ils sont toutefois tenus de soigner.

### Mardi25 janvier 2005
Politique
- Inauguration à Paris du Mémorial de la Shoah. Le président Jacques Chirac dénonce à cette occasion « le négationnisme, ce crime contre la vérité ».
- Annonce par le ministre du budget, Jean-François Copé, du montant exact du déficit de l'État en 2003 : 43,9 milliards d'euros, contre plus de 57 milliards en 2003.

Affaires
- Une contrôleuse de la SNCF a été la victime d'un viol dans un Train express régional Toulouse-Cahors, un peu après vingt heures. Le suspect âgé de 24 ans est déjà connu des services de police pour des faits de violences.

Économie
- L'Insee annonce que 320 015 entreprises ont été créées en France en 2004, soit une hausse de 9 % par rapport à 2003.

### Mercredi26 janvier 2005
Affaires
- La DST démantèle un groupe d'une dizaine de djihadistes français qui était surveillé depuis mars 2003. Originaires du XIXe arrondissement, ils étaient peu à peu passés de la délinquance à la criminalité puis à l'engagement politico-religieux. Des liens familiaux les unissent au GPSC algérien et aux groupes salafistes radicaux parisiens[22].
- L'agression et le viol d'une femme contrôleur dans un train près de Cahors provoque une grève spontanée qui perturbe fortement la quasi-totalité du réseau SNCF.

Divers
- Le tribunal de Paris prononce officiellement le décès de 24 français disparus dans le tsunami du 26 décembre dernier. Les cas de 20 autres personnes seront traités le 4 février.

### Jeudi27 janvier 2005
Affaires
- Le chanteur Florent Pagny est condamné à 15 000 euros d'amende pour fraude fiscale.

Culture
- Ouverture du Festival international de la bande dessinée d'Angoulême.
- Le prix du meilleur album bande dessinée de l'année est décerné à Angoulême à l'iranienne Marjane Satrapi pour son Poulet aux Prunes.

### Vendredi28 janvier 2005
Culture
- Publication par le magazine professionnel Livres Hebdo du bilan littéraire de l'année 2004. Sans surprise, Da Vinci Code de Dan Brown est en tête des ventes avec 857 300 exemplaires vendus dans l'Hexagone, juste devant la bande dessinée de Zep, « Titeuf, Nadia ils se marient » (857 300). 18 titres ont dépassé le seuil des 100 000 exemplaires vendus contre 14 en 2003.
- Décès à Évreux du comédien Jacques Villeret à l'âge de 53 ans des suites d'une hémorragie interne ; il était gravement malade du foie.

Santé
- Révélation du premier cas de « Chèvre folle ». La chèvre atteinte d'ESB a été abattue en 2002 en Ardèche.

Affaires
- Démission surprise du présentateur du journal télévisée de 13 heures sur France 2. Excédé par un article du quotidien Libération, Christophe Hondelatte démissionne sur le champ. Il est remplacé par Benoît Duquesne au 13h.
- Saisie par les douanes de l'aéroport de Roissy de trésors archéologiques africains : un fabuleux lot de 845 objets préhistoriques.

### Samedi29 janvier 2005
Culture
- Georges Wolinski est couronné grand prix du Festival international de la bande dessinée d'Angoulême.

### Dimanche30 janvier 2005
Sport
- Sport hippique : Jag de Bellouet drivé par Christophe Gallier gagne le Prix d'Amérique à l'hippodrome de Vincennes (Paris).

### Lundi31 janvier 2005
Politique
- Vote du budget de la région Île-de-France avec 23 % de hausse des impôts locaux. Cette forte hausse est générale dans toutes les régions afin de financer les nouvelles dépenses désormais dévolues aux régions, décentralisation oblige.

Affaires
- Ouverture à Bonneville du procès de la catastrophe du tunnel du Mont-Blanc (39 morts, le 24 mars 1999, alors qu'une transaction financière, d'un montant de 13,5 millions d'euros à titre de dédommagement vient d'être signé entre la STMB qui gère la partie italienne du tunnel et l'association de défense des familles de victimes.
- Arrestation de l'auteur présumé du double meurtre de l'hôpital psychiatrique de Pau le 18 décembre 2004. Son ADN l'a trahi.